# Fenitoină
Fenitoina este un medicament derivat de hidantoină, care este utilizat ca agent antiepileptic, în tratamentul unor tipuri de epilepsie. Căile de administrare disponibile sunt intravenoasă și orală.
Medicamentul a fost sintetizat prima dată în anul 1908 de către Heinrich Biltz și efectul său anticonvulsivant a fost descoperit în anul 1936. Se află pe lista medicamentelor esențiale ale Organizației Mondiale a Sănătății. Este disponibil sub formă de medicament generic.

## Utilizări medicale
Fenitoina este utilizată ca medicament anticonvulsivant, în tratamentul unor tipuri de epilepsie, precum:
- convulsii tonico-clonice
- convulsii focale
- Status epilepticus, convulsii frecvente.

De asemenea, este utilă în profilaxia convulsiilor care apar în timpul sau după intervențiile neurochirurgicale.
Prezintă și efect antiaritmic (de clasă IB), fiind utilizată în tahiaritmiile ventriculare simptomatice severe. Mai este indicată în tratamentul durerii neurogene din cadrul nevralgiei de trigemen.

## Reacții adverse
Principalele efecte adverse asociate tratamentului cu fenitoină sunt: dureri gastrice, greață, pierderea apetitului, diplopie și ataxie.